# Еспе (Восточно-Казахстанская область)
Еспе (каз. Еспе, до 199? г. — Октябрьский) — упразднённое село в Жарминском районе Восточно-Казахстанской области Казахстана. Входило в состав Шарской городской администрации. Код КАТО — 634421200. Ликвидировано в 2013 году.
Расположен в 35 км к северо-востоку от железнодорожной станции Шар (на линии Шар — Усть-Каменогорск).

## История
Возник в 1951 г. как поселок при золотодобывающем управлении. До 2000-х годов имел статус поселка городского типа.

## Население
В 1999 году население села составляло 385 человек (210 мужчин и 175 женщин). По данным переписи 2009 года, в селе проживали 44 человека (28 мужчин и 16 женщин).